# Société financière française et coloniale
La Société financière française et coloniale (SFFC) est une ancienne banque d'affaires française.

## Histoire

### Fondation
En septembre 1905, le haut fonctionnaire Octave Homberg demande sa mise en disponibilité pour effectuer une mission économique en Extrême-Orient afin de rédiger un rapport sur la croissance dans cette région. Pendant la Première Guerre mondiale, le ministre des Finances Alexandre Ribot lui fait négocier des accords financiers dont le grand emprunt anglo-français aux États-Unis.
En février 1920, à la demande du ministre des Finances, Louis Klotz, il est nommé secrétaire général à la Banque de l’Indochine, où il doit faire face, comme anticipé pendant la Première Guerre mondiale, au non-renouvellement par l'Etat du privilège d’émission qui a pris fin le 20 janvier 1920. Les discussions avec les autorités financières vont durer et ne permettre un accord, notamment sur la participation de la communauté coloniale au conseil d’administration, que plus tard, finalisé seulement en mai-juin 1923. 
Entre-temps, Octave Homberg juge la politique financière du directeur Stanislas Simon trop timorée, puis décide rapidement de créer sa propre banque, grâce à un carnet d'adresses très fourni. Parmi ses amis journalistes, Fernand Maroni, responsable de la page financière du Journal des débats qu'il a nommé en juillet 1917 à la commission des changes, qu'il préside.
La Société financière française et coloniale (SFFC) est fondée en novembre 1920 par Octave Homberg avec le soutien de la Banque Lazard, qui acquiert 3800 actions soit 38 % du capital lors de sa création. Surnommé « le romantique de la finance », il bénéficie aussi de ses liens anciens avec la Banque de l'Union parisienne, spécialiste des affaires coloniales.
Un partage des tâches veut alors que la Banque de l’Indochine mette sa capacité de placement des titres financiers à la disposition de la SFFC, qui a de son côté pour mission de rechercher les investissements intéressants. Pour les petits investissements, la Banque de l’Indochine avance les fonds.

### Lancement du Crédit foncier de l'Indochine
La crise brutale de 1920-1921 sur le marché du caoutchouc fragilise la Banque d'Indochine car elle stoppe pour deux ans le développement des plantations et ruine de nombreux planteurs qui étaient devenus ses débiteurs pendant la guerre, quand l'armée avait eu besoin de pneus. Cette crise provoque un million de piastres d’impayés en 1921 puis en 1923.
Le 21 février 1923, la SFFC trouve une solution en organisant la création du « Crédit foncier de l’Indochine ». La Banque de l’Indochine souscrit un des six millions de francs du capital de départ, qui monte ensuite rapidement à 25 millions en février 1924, grâce à des avances de banques parisiennes, les liens anciens d'Octave Homberg avec la Banque de l'Union parisienne, spécialiste des affaires coloniales permettant d'abonder rapidement les montages financiers.

### Premiers financements
Dans un premier temps, au début des années 1920, l'activité directe de la SFFC est particulièrement centrée sur les entreprises coloniales de production et de distribution d'électricité : elle introduit en Bourse de Paris la Société algérienne d'éclairage et de force et l'Énergie électrique indochinoise, qui a implanté près de Saïgon une centrale entièrement moderne.
La SFFC réussit en avril 1923 une nouvelle augmentation de capital importante le portant de 10 à 20 millions de francs, suivie d'une autre en  mai 1924 pour le porter de 20 millions à 30 millions.

### Expansion
Etant devenu « brusquement pour la Bourse une sorte de fétiche », Octave Homberg crée à Loc-Ninh une société de plantation d'hévéas, la première de ce type cotée en Bourse. La production démarra en Indochine plus tardivement qu’ailleurs en Asie, et les spéculateurs ont parié sur un rattrapage en Indochine qui s'est réalisé, un épisode connu comme « la ruée vers les terres rouges » d'Indochine et qui a permis d'attirer les spéculateurs boursiers. 
Malgré des précurseurs comme commissaire de la Sûreté à Saigon François Belland, qui avait établi en 1898 une plantation de 15000 arbres servant de tuteurs à des caféiers, dont il tira dès 1906 des profits importants, ou la banque franco-belge Rivaud, à la veille de la Première Guerre mondiale, les exportations de gomme naturelle pesaient encore que 0,28 % des exportations indochinoises, avec une production de 200 tonnes, 25 fois moins que les 50000 tonnes de la production malaise. La Compagnie des caoutchoucs de Padang, de la Banque Rivaud, exerçait elle à Sumatra.
L'activité hévéicole en Indochine, dopée par quelques grandes sociétés, va ensuite peser cent mille employés à la fin des années 1930, sur près de 130000 hectares après avoir représenté 69 % des investissements français dans les affaires indochinoises, selon une étude effectuée en 1943. La surface cultivée quintuple en particulier au cours des années 1920 pour atteindre 126 408 hectares en 1929
Au même moment, à partir de 1924, l’Indochine a bénéficié d’un afflux de capitaux jamais vu grâce à la double influence de la dépréciation du franc et de la flambée du caoutchouc, toutes les affaires indochinoises cotées en Bourse s'envolant, la colonie devenant « un refuge » idéal pour les capitaux de la métropole. La convertibilité de la piastre, suspendue en 1918, reprend en 1922 mais l’étalon d’or reste suspendu, tandis que le cours du métal argent cesse sa hausse menée depuis 1918, transformant le franc français en « jouet de spéculations internationales ».
L'acteur le plus impliqué et le plus tôt dans cette expansion est la SFFC, qui contrôle la Société indochinoise des cultures tropicales et la Société des caoutchoucs de l'Indochine, de Fernand Bernard, qui a porté dès 1924 sa production à 1100 tonnes, contre 990 tonnes en 1923. Cette filiale de la SFFC associe aussi des entreprises métropolitaines, comme les Établissements Bergougnan, Motte Frères de Roubaix et la Banque Mirabaud.
En 1924, la Banque de l’Indochine pilote de son côté un regroupement au sein de la Société indochinoise des plantations d’hévéas (Siph). Et la même année, Edouard et André Michelin ont décidé d'investir pour se procurer le caoutchouc de leurs usines en Europe et embaucher 6000 coolie sur 15 000 hectares avec de difficiles conditions de travail, par la généralisation précoce des méthodes Taylor. Michelin réalise des dépenses importantes comme un hôpital et un système de drainage pour réduire le fléau du paludisme qui a causé 17% de morts en 192 sur l’une de ses plantations, et considère pouvoir obtenir en échange des rendements élevés. Des cas de torture seront dévoilés par l’inspection du Travail. L'un des coolies, Tran Tu Bihn, devient militant communiste et organisera une grève en 1930,, marquée par l'assassinat d’un surveillant français, qui entrainera l'assassinat de 3 coolies par des gardes en 1932. Il sera condamné à 5 ans d'enfermement au bagne de Poulo Condor puis partira en bateau du Tonkin jusqu'au sud de l'Indochine française

### Accélération
Une nouvelle accélération des investissements s'est produite en 1927, quand le secteur des plantations capte 61 % des capitaux métropolitains investis en Indochine ce qui déclenchera une surproduction après 1929.
Les petits planteurs, qui avaient créé en 1910 la première organisation de producteurs de caoutchouc, menés par le juge André Crémazy, sont alors marginalisés, ce qui fait progresser, l’idée d’une colonisation « au service des hommes et non des intérêts capitalistes », par des modifications de la réglementation foncière, notamment lors de la promotion par le Cartel des gauches du socialiste auvergnat Alexandre Varenne à la tête de l’Indochine.
La SFFC a vu sa croissance exploser après deux ans d'activité, et progresser durant toute la décennie. De 0,825 million de francs en 1922, ses bénéfices sont passés à 4,73 millions en 1923 et 13,4 millions en 1924 puis 16,4 millions en 1925 et 37,8 millions en 1926. La hausse des années 1920 doit donc cependant être relativisée car elle est dopée la chute du franc face à la piastre indochinoise, qui fait mécaniquement augmenter la valeur des bénéfices réalisée en Indochine et accentue la spéculation, tandis qu'à partir de 1931, à la suite des mesures prises à Paris face à la crise, le taux de change entre le franc et la piastre redeviendra fixe.
Le Plan Stevenson de 1922, contrôlant l'offre mondiale, et le boom de l'automobile maintiennent les cours du caoutchouc au-dessus de dix francs le kilo en moyenne annuelle entre 1923 et 1929, avec en 1925 et 1926 un pic au-dessus des trente francs. Après le Krach de 1929 et l'absence de mesures pour réduire l'offre du type du Plan Stevenson de 1922, il tombe à 2,5 francs en 1932

### Tentatives de régulation
Alors que les affaires coloniales de la SFFC « connaissent en Bourse une fortune étourdissante », la brouille est « survenue tout d'un coup » avec la Banque Lazard, qui a enlevé à Octave Homberg certains appuis et « lui a fermé les portes d'un grand quotidien financier », observe Le Journal des finances du 26 novembre 1926, qui se demande s'il ne faut pas incriminer son entourage immédiat pour sa maladresse ou son ignorance, et constate quatre mois après l'abandon du groupe Lazard. « Sans les événements d'Extrême-Orient et le malaise causé par les récents débats parlementaires, l'action SFFC vaudrait au bas mot 50 % de plus que son dernier cours » observe alors l'hebdomadaire financier encore un mois après, en mars 1927.
De nombreux journaux estiment alors qu'il serait injuste d'étendre à toutes les sociétés coloniales le discrédit qu'ont pu encourir certaines d'entre elles.
Alexandre Varenne a entre-temps pris l’arrêté du 19 septembre 1926, considéré comme « pro-indigène » et « anti-spéculateurs » pour rendre payantes et conditionnelles les concessions, s'inspirant du rapport de février 1926 de l’inspecteur général de l’Agriculture, de l’Élevage et des Forêts Yves Henry. Annulée au printemps 1927, cette réglementation est relancée par un autre décret gouvernemental du 4 novembre 1928. 
À la même époque, en 1926 ou 1927, la SFFC est rejointe par Edmond Giscard d'Estaing, qui devient directeur-adjoint en 1929, puis est fait officier de la légion d'honneur et nommé directeur en octobre 1930. 
Après avoir débuté de 1922 à 1925, au Haut-Commissariat des territoires rhénans, puis brièvement dirigé la Fédération des porteurs de bons, Edmond Giscard d'Estaing est introduit par son aîné Jean Parmentier, qui a été au ministère jusqu'en 1923 directeur du Mouvement des fonds puis administrateur de Thomson. Dès 1927, il a intégré la section indochinoise de l'Union coloniale, présidée par Stanislas Simon, directeur de la Banque d'Indochine, qui y avait au siècle précédent « accompli une fulgurante carrière », et il y représente notamment la SFFC, 4 ans après, lors du grand emprunt de l'Union coloniale pour les infrastructures du chemin de fer de l'Indochine, lors de la loi du 31 mars 1931  modernisant le Crédit colonial,, accordant au passage à la Banque d'Indochine des capitaux et représentants de l’État au conseil d’administration, pour « la mise en valeur des colonies ». Il écrit parallèlement des chroniques financières jusqu'en février 1931 dans La Dépêche coloniale et maritime dirigée par Octave Homberg, notamment pour l'Exposition coloniale internationale de Paris, dans un numéro confié à Pierre Lazareff.
La Dépêche coloniale et maritime atteint son apogée en 1929 avec 20000 exemplaires contre 13 000 en 1913, juste derrière d'autres publications coloniales spécialisées comme l'Effort colonial, qui tire à 25 000, et La Dépêche africaine, qui est à 30000. En 1928-1929, ce type presse voit plus généralement ses tirages augmenter : La Quinzaine coloniale tire à 10000 et les Annales coloniales à 15000.
Jean Perreau-Pradier, vice-président de la commission de l'Algérie, des colonies et des protectorats, salue ainsi en 1928 « le plein épanouissement » de cette « utile propagande » qui a permis de « remonter le courant d'indifférence qui faisait dériver l'opinion publique loin du nécessaire effort colonisateur ». Mais au même moment, le directeur de la Ligue maritime et coloniale, s'estime au contraire « placé à un poste favorable pour ausculter le pouls de l'opinion (...) ne pas partager tant d'optimisme », en déplorant la résistance à cette propagande du corps enseignant « qui y est demeuré jusqu'à présent le plus étranger, à de rares exceptions près ».
En Indochine, le président de la SFFC Octave Homberg affronte en même temps l'hostilité d'une presse militante, avec L'Ère nouvelle, organe officiel du Parti travailliste indochinois, qui dénonce dès janvier 1928 « son inconsciente mégalomanie (...)  ses tares de dégénérescence qui font de lui le Colonial type, qualifié, n'est-ce pas, pour prêcher l'élévation morale et le développement physique aux indigènes ! » et l'accuse de bénéficier « des charmes voilés des opérations de change » et « connaissances acquises à la Commission des changes » ou d'utiliser la Société générale, où son cousin est administrateur, comme  « pompe à capitaux ». 
Le début de l'année 1927 avait permis une réhabilitation boursière de la SFFC, qui participe à l'exposition organisée par le gouvernement général de l'Indochine à Paris, en face de la Porte d'honneur du Grand Palais, au cours de laquelle une exposition spéciale est consacrée au caoutchouc. La SFFC y fait valoir sa Société des caoutchoucs de l'Indochine, dont les plantations de Loc-Ninh représentent plus du 1/8 du caoutchouc exporté par l'Indochine mais aussi sa Société indochinoise des cultures tropicales, qui exploite en Cochinchine et dans le Sud-Annam, 30000 hectares de concessions. Mais L'Action française du 13 octobre 1927 et L'Humanité du 15 octobre 1927 publie une lettre de l'écrivain Pierre Hamp, membre du parti socialiste et coéditeur de La Dépêche coloniale et maritime avec Octave Homberg,, dans laquelle il mentionne ses projets pour les élections législatives à venir de 1928 et le soutien financier qu'il peut apporter à Pierre Laval pour être promu candidat, en faisant valoir la puissance du quotidien Le Moniteur du Puy-de-Dôme. Ces révélations provoquèrent immédiatement l'expulsion de Pierre Hamp du parti socialiste, opposé à la politique coloniale de la France. Ces polémiques valent aussi à Alexandre Varenne d'être exclu du parti socialiste. Après la publication de la lettre, « il paraît impossible qu'Homberg puisse se présenter où que ce soit et çà rassure », commente le journal L'Éveil économique de l’Indochine . 
Octave Homberg se présente cependant comme député à Cannes, où il est battu, le quotidien  « la Voix de Cannes-Antibes » d'avril 1928 l'accusant d'avoir opéré des manœuvres monétaires en rappelant qu'à la fin de l'année 1925, le Parquet ouvrit une instruction pour des spéculations contre le franc face au sterling, qui avaient « pu être faite que par ceux qui connaissaient les opérations décidées la veille au ministère des Finances. ».

### Krach de 1929
À la fin des années 1920, la Société financière est investie dans de nombreux secteurs: hévéas, mais aussi mines, services publics, transports, textile, papeterie, industrie du verre, ce qui en fait la deuxième des institutions financières coloniales après la Banque de l’Indochine et détient une part importante du capital de 23 sociétés indochinoises, 8 sociétés africaines et 12 sociétés métropolitaines. Son président fondateur Octave Homberg cumule 45 mandats d'administrateur et il est parfois décrit comme un « requin » par ses détracteurs. 
Mais dès le tout début de 1929, la bonne fortune boursière de la SFFC se fragilise. Du 11 au 20 janvier 1929, l'action chute de 3150 à 2900 francs. Elle tombera à 500 francs un an plus tard. Un journal local note que le public indochinois reproche surtout a Octave Homberg « son point de vue trop exclusivement financier, son manque de contact personnel avec la colonie, et sa tendance à demander à la protection de l’État ». En rappelant le quadruplement des cours de six sociétés puis leur chute, L'Ère nouvelle venait de l'accuser d'avoir vendu au moment où, à la Chambre, un ministre s'élevait contre « les cours paradoxaux qu'atteignent en Bourse certaines valeurs coloniales. ». En mai 1929, le quotidien parisien Le Temps vient cependant à sa rescousse en vantant une progression d'un quart du bénéfice en 1928 et la « carrière très brillante parcourue par la SFFC », une « situation financière solide et aisée » et une situation de trésorerie « largement équilibrée ». Le portefeuille de la SFFC est alors valorisé 150 millions contre 80 millions en 1927, pour un capital social augmenté par paliers successifs à 60 millions en septembre 1927 et encore augmenté à 96 millions en juin 1929 par une levée de fonds contre 5 millions de francs en 1920.  Après le krach de l'automne 1929, Alfred Nathan Oulmann, directeur du journal Le petit Bleu se désole de voir l'épargne française « se désintéresse de nos Colonies », observe que les entreprises coloniales sont critiquées de raison de méthodes « le plus souvent déplorable » et demande que l'Exposition coloniale de 1931 ne serve pas « à faciliter les opérations d'aigrefins ».
Malgré ces polémiques, la SFFC conserve et même amplifie ses investissements pendant trois ans. Au 1er décembre 1931, elle participait toujours au capital de sociétés encore plus nombreuses, soit un total de 35 entreprises dont 19 Indochine et 6 en Afrique.

### Révoltes anti-coloniales de 1929-1931
La SFFC a entre-temps été confrontée aux révoltes de la faim de février 1929 en Cochinchine au cours desquelles sept sous-officiers et officiers français sont tués et un poste de police attaqué, sur fond de tentative de rébellion d'une compagnie indigène de la garnison militaire. L'attaque, la première grande crise de l'Indochine française au XXe siècle, fait suite à l'Assassinat de Bazin du 9 février 1929, visant Alfred François Bazin, directeur de l'Office général de la main-d’œuvre indochinoise (OGMOI), une maison de recrutement de coolies indochinois à destination des plantations de Cochinchine et des colonies de Nouvelle-Calédonie et des Nouvelles-Hébrides. Plusieurs actions de la galaxie SFCC précèdent ainsi dans leur chute le Krach de 1929. Puis le 10 février 1930, c'est la mutinerie de Yên Bái, soulèvement général d'étudiants, de civils et de soldats vietnamiens de l'armée coloniale française en garnison dans différentes provinces du Nord Viêt Nam, organisé par le Việt Nam Quốc Dân Đảng (VNQDĐ, le Parti nationaliste vietnamien), qui se déroula principalement à Yên Bái, capitale de la province du même nom.
D'énormes soulèvements paysans, dirigés par des communistes, contre le système de la propriété foncière et le régime colonial, uniques dans l’histoire de l’Indochine, ont eu lieu en 1930 dans les régions de l’Annam du centre et de la Cochinchine où la culture du riz était très développée. Pratiquement écrasés quand l'armée intervint de l’automne à l’hiver 1930, ils sont analysés dans un document du gouvernement de l’Annam de juin 1931, soulignant qu'ils ont profondément surpris les autorités du protectorat et le gouvernement annamite.
Cette situation sociale tendue s'est traduite pour la SFFC par une aggravation de la crise en 1930-1931. S'est en effet ajoutée une crise monétaire non-maitrisée car entre août 1930 et septembre 1931, la Banque de l’Indochine a brûlé ses avoirs or de 262 millions de francs, dans les transactions de change avec les diverses banques de la ville de Saigon.

### Le plan de redressement de Paul Bernard
La chute des cours du caoutchouc prive la SFFC dès 1930 de sa source principale de capitaux car elle figure au premier rang des producteurs, ce qui déclenche une quasi-faillite, avec un déficit immédiat de 76 millions de francs et une dette additionnelle de 165 millions, obligeant le ministère des Colonies à monter un crédit de 105 millions de francs afin de la secourir. 
Le gouvernement fait alors intervenir le jeune polytechnicien Paul Bernard, ex-militaire dans les forces coloniales à Hanoï près du gouverneur général d'Indochine en 1923, qui a intégré la SFFC en 1925 comme inspecteur général. A la demande de Paris, il prend la direction générale de la société en 1931 et met en œuvre le plan de sauvetage réclamé fin 1930 par les autorités. À partir de février 1931, peu avant la grande Exposition coloniale internationale qui a lieu à Paris du 6 mai au 15 novembre 1931, le contrôle de la SFFC échappe à Octave Homberg, mais « elle ne quitte pas totalement le giron de la famille Homberg »: son beau-frère René Thion de La Chaume est en effet à la tête de la Banque de l'Indochine, qui contrôle alors la SFFC. Après cette date, son bras droit Edmond Giscard d'Estaing n'est plus éditorialiste de La Dépêche coloniale et maritime mais il reste au premier plan et fait visiter l'exposition au ministre de tutelle.
Le plan de sauvetage du nouveau patron, Paul Bernard, sera salué en 1933 par le Gouvernement général : ramener le capital à 15 millions de francs, soit six fois moins qu'avant la crise, liquider la plupart des participations et réduire ses activités au strict minimum, en fermant les agences à Phnom Penh, Hanoï et Haïphong, et en suspendant les services à la clientèle en France. En 1932, la SFFC reçoit entre-temps une deuxième injection de fonds, 13 millions du Gouvernement général et 8 millions de la Banque d'Indochine.
L’année 1933 se révèle ensuite la pire pour les exportations indochinoises en raison de l’effondrement des diverses monnaies de l’Asie orientale, dont celles du Siam et de la Birmanie, principales rivales pour les exportations de riz, mais aussi de la dépréciation de l’argent métal depuis la crise monétaire mondiale de 1931, et du protectionnisme qui se généralisa en Asie orientale. Paul Bernard est alors revenu en France comme administrateur délégué de la société à Paris, et poursuit l'écriture d'une série de trois livres entamée en 1932.

### Présidence de Giscard d'Estaing
En mai 1933, le conseil d'administration est remodelé par Paul Bernard et Edmond Giscard d'Estaing, présente un plan assez convaincant pour que la Banque de l'Indochine accepte de souscrire à une augmentation de capital et abandonne un certain montant de créances. En 1935, Octave Homberg doit laisser la présidence de la SFFC à Edmond Giscard d'Estaing.
Au cours des années 1930, Paul Bernard et Edmond Giscard d'Estaing publient chacun des analyses sur la crise de la SFFC et de l'économie indochinoise qui tout d'abord divergent. Pour Paul Bernard, le redressement de l'économie reste trop superficiel, sans « la nécessaire refonte profonde », tandis que, comme Homberg, Edmond Giscard d'Estaing dénonce l'égoïsme américain et « l'inefficacité de l'exploitation des ressources, des usages de commerce et de crédit », via un rapport qui pointe surtout des dérives en Afrique. 
Les expositions coloniales s'effacent devant une « Conférence économique française et coloniale » de 1934 qui lance l'idée, sans être reprise, d'un fonds national pour l'équipement public de l'Outre-Mer, formule mise en place par les Anglais en 1929, tout en déclarant que le développement de l'Outre-Mer ne doit pas faire concurrence aux industries françaises.
Comme la crise prive les colonies des possibilités de commerce international et incite la France à utiliser son empire pour écouler l'excédent de sa production, Paul Bernard demande l'industrialisation étatique de l'Indochine et pas sur la base d'une économie d'exportation des matières premières. Il réclame aussi une réforme agraire comme au Japon des années 1890, qui a redistribué les terres des grands propriétaires pour éviter les phases de concentration/morcellement. L'objectif est de consolider l'autosuffisance en riz.la souveraineté politique, il pense qu'une forme d'indépendance économique « changerait le caractère de la relation Métropole-Colonie » mais son plan pour l'équipement industriel de l'Indochine ne sera ratifié qu'en 1948. Entre temps, dès l'hiver 1937-1938, il est rejoint sur ces questions par les dirigeants de la SFFC et par la section Indochine de l'Union coloniale française, malgré les résistances du lobby textile.
En 1949, alors présidée par Edmond Giscard d'Estaing depuis une quinzaine d'années, elle prend le nom de Société financière pour la France et les pays d'Outre-Mer (SOFFO).
La SFFC était domiciliée au 35, boulevard Haussmann à Paris. Elle possédait l'immeuble du 34 rue Pasquier (Paris).

## Sources
- David Kom, Les perspectives de la colonisation: Les trois colonisateurs du Cameroun Allemagne, France, Grande-Bretagne, 2004
- Jacques Boudet, Le monde des affaires en France de 1830 à nos jours, 1952
- Jacques Marseille, Empire colonial et capitalisme français, 2005
- Francis Koerner, Madagascar : colonisation française et nationalisme malgache : XXe siècle, 1994